# Лютий Євген Михайлович
Євген Михайлович Лютий (нар. 8 вересня 1943, місто Яворів Львівської області) — завідувач кафедри прикладної механіки Національного лісотехнічного університету України, доктор технічних наук, професор, академік Лісівничої академії наук України.

## Біографія
Народився 8 вересня 1943 року в місті Яворів Львівської області. У 1968 р. закінчив Львівський політехнічний інститут (тепер — НУ «Львівська політехніка»). Спеціальність за дипломом про вищу освіту — «Фізика металів», кваліфікація — «Інженер-металург».
Доктор технічних наук з 1986 р. за спеціальністю 05.1601 — металознавство та термічна обробка металів. Дисертація захищена у 1985 р. в Інституті проблем матеріалознавства АН УРСР (м. Київ). Вчене звання професора присвоєно у 1992 р. по кафедрі прикладної механіки (Національний лісотехнічний університет України, м. Львів).
Наукову діяльність професор Лютий Є. М. розпочав у 1969 р. в Фізико-механічному інституті АН УРСР, спочатку — інженером, молодшим науковим співробітником, старшим науковим співробітником, потім — завідувачем відділу високотемпературної корозії. З 1991 р. по теперішній час працює завідувачем кафедри прикладної механіки Національного лісотехнічного університету України.

## Наукова та педагогічна діяльність
Основним напрямком наукової та науково-педагогічної діяльності є розробка канатних систем для лісового комплексу та підвищення надійності їх основних елементів. За останні роки проведений аналіз конструктивних особливостей канатних лісотранспортних систем, обґрунтовані найбільш раціональні та перспективні схеми установок для різних виробничих умов, розроблені математичні моделі канатних установок для найбільш небезпечних режимів роботи. Розроблені рекомендації для вдосконалення конструкцій існуючих, проектування нових канатних установок, а також рекомендації щодо забезпечення та підвищення надійності канатних лісотранспортних систем та їх експлуатації.
За період наукової діяльності професор видав багато наукових, науково-популярних та навчально-методичних праць. Серед них:
- Карпинос Д. М., Максимович Г. Г., Кадыров В. Х., Лютый Е. М.. Прочность композиционных материалов.- К.: Наук. думка, 1978. — 232 с.
- Лютый Е. М., Елисеева О. И., Бобык Р. И. Коррозия тугоплавких металлов и сплавов в жидком литии. — Львов, 1989. — 81 с.
- Дзюба Л. Ф., Зима Ю. В., Лютий Є. М. Основи надійності машин. — Львів, 2002. — 203 с.
- Лютий Є. М., Мартинців М. П., Тисовський Л. О. Основи теорії технічних систем. — Львів, 2003. — 211 с.
- Лютий Є. М., Нахаєв П. П., Бадера Й. С., Удовицький О. М. Підіймально-транспортувальні машини і пневмотранспорт підприємств лісового комплексу. Транспортувальні машини. — Львів: НЛТУ України, 2007. — Ч.1. — 154 с.
- Лютий Є. М., Юревич Р. В. Проектування приводів транспортерів. — Львів, 2008 . — 164 с.
- Лютий Є. М., Мартинців М. П., Бадера Й. С. Стан та перспективи розвитку канатного транспорту лісу в регіоні Українських Карпат // Наук. вісник УклДЛТУ. — 1998. -. Вип. 9.6. — С. 63-67.
- Лютый Є. М., Мартинцив М. П., Бадера Й. С., Гомонай В. В. Канатные установки для освоения горных лесов // Лесная промышленность. — 1999. — № 3. — С.19-22.
- Лютий Є. М., Тисовський Л. О., Ляшеник А. В.. До питання моделювання руху частинки деревного пилу в фільтрувальних циклонах // Наук. вісник УкрДЛТУ. — 2005. — Вип. 14.4. — С. 77-84.

Професор Лютий Є. М. з 1985 р. здійснює керівництво аспірантурою. Під його керівництвом успішно захищено вісім кандидатських та дві докторських дисертації.
Професор Лютий Є. М. є членом спеціалізованих вчених рад у Фізико-механічному інституті імені Г. В. Карпенка НАН України (м. Львів) за спеціальністю 05.02.01 — матеріалознавство в машинобудуванні та в Національному лісотехнічному університеті України (м. Львів) за спеціальністю 05.05.04 — машини для земляних, дорожних і лісотехнічних робіт.
Підготовку фахівців здійснює за напрямом «Лісозаготівля». Викладає різні навчальні дисципліни: «Деталі машин та підіймально-транспортуючі машини» для студентів освітньо-кваліфікаційного рівня «Бакалавр». Загальний науковий стаж професора Лютого Є. М. становить 40 років, в тому числі науково-педагогічний — 17 років.
Вчений вільно володіє російською та англійською мовами.

## Нагороди
Професор Лютий Є. М. є лауреатом премії ім. Є. О. Патона за цикл робіт «Дослідження високотемпературної міцності конструкційних матеріалів під впливом агресивних середовищ і методи підвищення їх жароміцності» (1979 р.). У 1995 р. вчений отримав Почесну грамоту Міністерства освіти і науки України, а в 1998 р. — відзнаку «Відмінник освіти України».